# Röbbeck (Hof)
Röbbeck ist ein Wohnplatz im Nordosten der Stadt Velbert.

## Lage und Beschreibung
Der Wohnplatz liegt am nördlichen Fuß des Velberter Höhenrückens im Tal der Röbbeck, die hier die Pepes Beeke aufnimmt.
Durch die Anlage des Gewerbegebiets und die Deponie Plöger Steinbruch ist der bis in die 1970er Jahre einsam gelegene Hof nun am Rand der Stadt gelegen. Dennoch befindet sich im Tal der Röbbeck eine noch sehr ursprüngliche Kulturlandschaft mit Feuchtwiesen und den Resten eines verlandeten Mühlteichs.

## Etymologie und Geschichte
Der Hof Röbbeck in der ehemaligen Bauerschaft Rottberg wurde 1050 erstmals urkundlich erwähnt unter dem Namen Rotbeki, von rod=Rodung.
1491 wird im Register des Werdener Rentmeisters Johann de Rude in der Rotbeck mit 2 Malter Hafer gelistet.

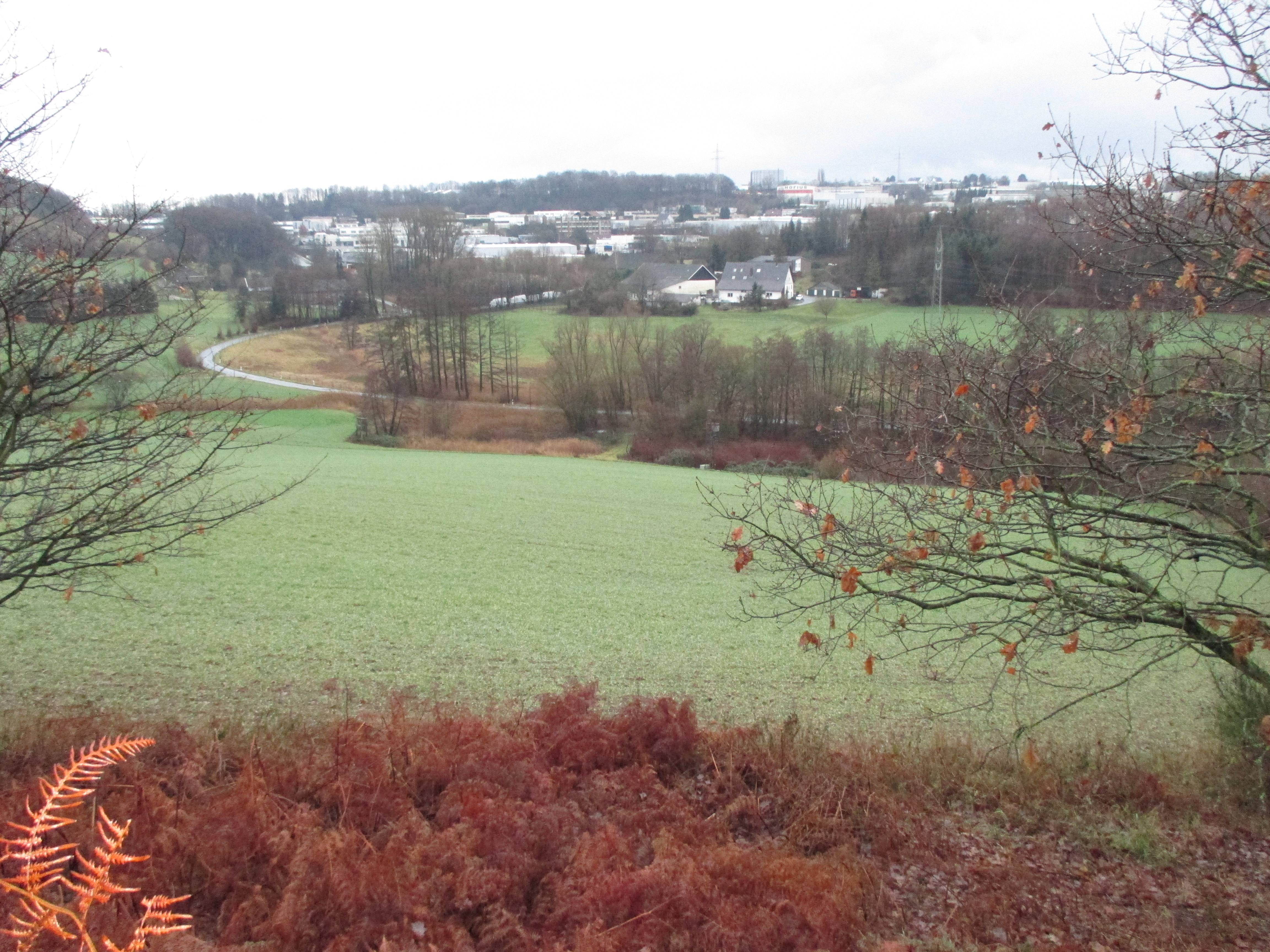
Die Mühle lag unterhalb des Gehöfts, der verlandete Mühlteich ist in der Bildmitte erkennbar. Im Hintergrund liegt das Gewerbegebiet Röbbeck.

Gerade einmal rund 1000 m unterhalb der Quelle der Röbbeck befand sich im Herzen der Bauerschaft Rottberg eine Getreidemühle.
Am 11. Juni 1598 verpachtet die minderjährige „von Bernsau zu Hardenberg“ (Bergische Unterherrschaft Hardenberg), vertreten durch ihre Vormünder, auf Lebenszeit die „Mühle zu Rodtbeck“ an Herman in der Rodtbeck (gemeint ist der Hof Röbbeck) und seine Frau Cecilie gegen eine Jahrespacht von 21/2 Malter Roggen und Gerste Hardenberger Maß, jeweils zu Martini zu zahlen ist.
Am 25. Oktober 1606 wird in einer Erbteilung zwischen Philipp Wilhelm und Wirich von Bernsau und ihrer bereits früher abgefundenen Schwester Amöne Walpurg, „die Mühle zu Rotberg“ Philipp Wilhelm zugesprochen.
1650 ist sie als Mühle zu Rodtberg mit aufgezeichnet unter den „Müllen Pachten ahns Hardenbergh“, wonach sie jährlich 3 Malter Roggen und Gerste, Hardenbergisches Maß, abzuliefern hat. Für die Abgabe hatte der Herr von Hardenberg 7 Höfe bannpflichtig, d. h. mahlpflichtig gemacht, und zwar den Rautenhaus Hof, Sondermanns Hof, Pipes Kotten, Vogelsangskotten, Schmittmanns Kotten, Winackers Kotten und die Röbbeck selbst.
1811 wurden die Bannrechte für Gewässer, die nicht schiffbar oder flößbar sind, aufgehoben. Die Eigentümer des Röbbeckhofes führen daraufhin mehrere Prozesse gegen die Herrschaft Hardenberg.
1910 schließlich wird die Mühle „stillgelegt, das Mahlwerk an die Zeche Zentrum bei Bochum verkauft“.
Laut der Statistik und Topographie des Regierungsbezirks Düsseldorf von 1832 gehörten zum Wohnplatz „In der Röbbeck“ 1 Mühle 5 landwirtschaftliche Gebäude und 3 Wohnhäuser, in denen 28 evangelische und 1 katholischer Einwohner lebten. 1841 lag die Einwohnerzahl bei 40.